# کواکوانی
کواکوانی (به انگلیسی: Kwakwani) دهکده‌ای برای کارگران معدن و درخت قطع کن حاشیه رودخانه بربیسه در منطقه دمرارا-بربیک علیا گویان است. ارتفاع آن ۴۴ متر (۱۴۷ فوت) است. کواکوانی تقریباً در ۱۰۰ کیلومتری جنوب لیندن قرار دارد. در سال ۱۹۴۲ شرکت بربیس بوکسیت معدن بوکسیت را در منطقه که صنعت اصلی روستا است افتتاح کرد. جمعیت آن در سال ۲۰۱۲ حدود ۲۵۰۴ نفر است
روستا دارای مدرسه و درمانگاه است. می‌توان از طریق جاده آسفالت نشده از لیندن به کواکانی از طریق ایتونی، دسترسی داشت و یکی از ورودی‌ها به داخل گویان است. این روستا همچنین محل فرودگاه کواکوانی است.